# Flanker F
Flanker F — это первый в мире гиперкар, построенный для участия в соревнованиях по дрифту. Создан в Санкт-Петербурге небольшим производством численностью около 10 человек под руководством Сергея Леонидовича Кабаргина. Работы начались в 2017 году, первые выезды весной 2018. Процесс создания опубликован в блоге на YouTube.
Гиперкар имеет нетрадиционную для этого класса автомобилей переднемоторную компоновку с задней ведущей осью. Это обусловлено регламентом соревнований по дрифту. На старте проекта планировалось сотрудничество с автопроизводителем Zenvo, чем обусловлено сходство с моделью ST1. Однако датчане в ходе переговоров приняли решение отказаться от участия в создании нового гиперкара.
Flanker F участвует в RDS GP, а также обладает несколькими российскими рекордами скорости. Помимо спортивных модификаций существует автомобиль, сертифицированный для передвижения по дорогам общего пользования.
Название Flanker было выбрано из комментариев под роликом на Youtube. Автор провел параллель между будущим гиперкаром и советским сверхзвуковым истребителем СУ-27, по кодификации НАТО именуемым Flanker-D. Создатели продолжили аналогию и выбрали Flanker F в честь СУ-37, имеющим идентичную кодификацию.

## История создания
Первоначальная концепция предполагала создание гиперкара для дрифта на базе дизайна уже существующей модели. Автомобиль должен стать «боевым», то есть принимать участие в соревнованиях, а не выставочным образцом. При этом фактически ни один элемент от «оригинала» брать не планировалось: гиперкары имеют средне- и заднемоторную компоновку, что противоречит регламенту соревнований по дрифту и негативно влияет на поведение автомобиля. Отдельные элементы подвески или силовой установки применить также не получилось бы из-за неподходящих характеристик.

### Сотрудничество с Zenvo
В результате тщательного анализа выбран Zenvo ST1 как основа. Этот автомобиль близок по дизайну к предыдущим автомобилям Сергея Леонидовича — Toyota Supra A80 с эксклюзивными элементами экстерьера. В ST1 хоть и применена среднемоторная компоновка, общий дизайн не так сильно смещен к задней части автомобиля как у Pagani Zonda. Кроме того Zenvo, как небольшой коллектив из 15 человек, близки по духу к немногочисленной команде Кабаргина.
Команда дизайнеров выполнила несколько эскизов, которые были продемонстрированы команде Zenvo. Оригинальный автомобиль полностью переработан из-за расположения двигателя, но сохранил с ним общие черты. В результате переговоров стороны прийти к согласию не смогли, но преемственность дизайна в экстерьере автомобиля осталась.

### Производство
Год ушел на проработку дизайна экстерьера и интерьера, расположения основных узлов и агрегатов. Автомобиль целиком выполнен в 3D-модели, что позволило правильно расположить каждый узел и рассчитать нагрузки на несущие элементы.
Автомобиль собирается штучно и используется в автоспорте, поэтому с одной стороны не было необходимости продумывать удобство и оптимизацию конвейерной сборки. С другой — было важно обеспечить простоту демонтажа узлов, которые чаще всего требуют внимания в условиях жестких временных рамок.
Отдельное внимание было уделено зеркалам заднего вида и светотехнике. Необходимость этих элементов в спортивной машине можно поставить под сомнение, но в городской эксплуатации обзорность и освещенная дорога необходимы. Поскольку Flanker F должен пройти сертификацию, инженерам пришлось потрудиться над сочетанием стиля и функциональности. Опыт подобных работ у команды имелся — Supra также имели оригинальную светотехнику.

## Технические характеристики

### Кузов
Основа автомобиля — карбон-кевларовый монокок. Использование этой структуры отличает гиперкар от суперкара. Использование кевлара внутренним слоем и карбона внешним подняло жесткость на кручение в 4 раза. Однако в силу измененной компоновки и повышенных требований к защите от боковых ударов было решено использовать гибридное решение: монокок установлен на алюминиевую раму.
Кузовные панели и элементы экстерьера выполнены из карбона и карбон-кевлара. Мастерская имеет собственные мощности как для изготовления матриц и «болванов», так и для производства конечных изделий. Акцент сделан на снижении веса автомобиля не в ущерб его прочности.

### Подвеска
Передняя и задняя подвески — совместная разработка мастерской и компании HGK. Для гражданских модификаций существует версия «подруливающих» задних колес. Достигается это за счет изменения геометрии задней подвески в повороте, а не за счет использование дополнительной рулевой рейки (аналогично HICAS).

### Power Train
В спортивной машине установлена секвентальная коробка переключения передач Samsonas. Особенность компоновки заключается в её заднем расположении и использовании т. н. torque tube. Задний редуктор фирмы Winters позволяет быстро заменять шестерни механизма главной пары и подбирать таким образом передаточное число. Однако он установлен «вверх ногами» относительно заводской спецификации. Такое расположение позволяет поднять его чуть выше относительно земли, но требует использование дополнительного насоса, подкачивающего масло в его верхнюю часть.
Первоначально в автомобиль установлен двигатель на основе блока RHS рабочим объемом 7,6 литра компоновки V8, подготовленный компанией Mast Motorsports. Сергей Леонидович ранее работал с ними и знал, что в производстве спортивных моторов для дрифта Mast достигли значительных успехов. Позднее собраны машины с двигателями GM LT4 и Nissan VR38DETT. В городском автомобиле установлен GM LS7.

### Дизайн
В качестве материалов интерьера преобладает карбон, алькантара и анодированный алюминий. Выдержан в общем стиле проекта: строго, лаконично, агрессивно. Передняя панель обшита алькантарой, имеет прострочку и логотипы производителя. В городской модификации в машину установлены сиденья собственного производства. Задний ряд отсутствует, автомобили оснащены каркасом безопасности, сертифицированным FIA.
Каждый автомобиль имеет оригинальную цветовую схему, выдержанную в строгом стиле. Надписи (помимо ливреи) являются элементами неокрашенного карбона. Цвет машин подбирался тщательно и имеет элементы «хамелеона». Особенно заметно это на оранжевой машине, которая имеет переход от желтого к оранжевому.

### Электрика
Вся проводка в автомобиле выполнена в соответствии со спецификацией MilSpec, которая используется в спортивной технике, авиации и оборонной промышленности. В качестве распределителей питания выступают 2 PDM. Щиток приборов — dashboard Motec c125. Блок ЭБУ — Motec m150.

## Спортивные достижения
Flanker F на постоянной основе участвует в чемпионате RDS GP. Автомобиль показывает планируемые результаты и высоко оценен различными пилотами, которым довелось оказаться за его рулем. Участвовал в международном кубке FIA IDC.
3 июля 2023 года Чарльз Нг выиграл этап RDS GP в Санкт-Петербурге и принёс первую победу гиперкару Flanker F

### Рекорды скорости
В 2019 году Сергей Кабаргин и Аркадий Цареградцев на 2-х Flanker F приняли участие в «Байкальской миле» — соревнованиях на установление максимальной скорости на льду озера Байкал. Пилоты установили рекорд скорости постановки в дрифт парно. Скорость составила 239,7 км/ч. Одним из автомобилей был городской Flanker с двигателем LS7, второй с LT4.
В 2022 году Сергей Кабаргин вновь вернулся на лёд Байкала, но уже в одиночестве. Ему удалось превзойти рекорд постановки и достичь скорости в 252,14 км/ч. При этом проблемы отмечались только с доработанными покрышками, протектор которых не выдерживал пробуксовки колес на таких скоростях. Рекорд был поставлен на городском Flanker F, но с установленным в него двигателем LT4.